# Movileni (Galați)
Movileni is een Roemeense gemeente in het district Galați.
Movileni telt 3318 inwoners.